# لا سو دورجيل
لا سيو دورجيل (بالكاتالانية: la Seu d'Urgell) هي بلدة تقع في منطقة كتالونيا شمال شرق إسبانيا، وتتبع إدارياً دائرة ألت أورغل. تعد البلدة عاصمة ألت أورغل، كما أنها مقر أسقف أورغل وهو أحد أمراء أندورا. تقع لا سيو دي أورغل في مقاطعة ألت بيرينو آي آران، وهي أكبر مدن المقاطعة، حيث يقطنها 17.4% من السكان، وإذا ما جُمِعت مع بلدة بويغثيردا فإنَّهما يشكلان نحو 30% من سكان المقاطعة.
تقع المدينة عند نقطة التقاء نهري سيغر وفاليرا، وهي موجودة ضمن منطقة أورغليت التاريخية (وهي منطقة من جبال البرانس تتألف من 16 بلدية تتبع دائرة ألت أورغل)، وقد كانت منطقة أورغليت هذه تشكل مع أندورا فيما مضى دولة كونتية أورغل. كانت سيو دي أورغل عاصمة كونتية أورغل لفترةٍ طويلة من تاريخها، وذلك قبل توسع الكونتية جنوباً ونقل العاصمة إلى بالاغوار.
لكون منطقة ألت أورغل بوابة دولة أندورا، فإنَّ حجم وموقع لا سيو دي أورغل منحاها أهمية كبيرة ونشاطاً اقتصادياً عالياً، وذلك أحد الأسباب المهمة لتبيعتها إلى مقاطعة ألت بيرينو آي آران.. القديسون المؤسّسون في البلدة هم أوت وسيباستيان وعذراء أورغل، فيما أن عذراء نوريا والقديس إرمينغول هما المؤسسان الرئيسيان لأبرشية أورغل.